# Kakigōri

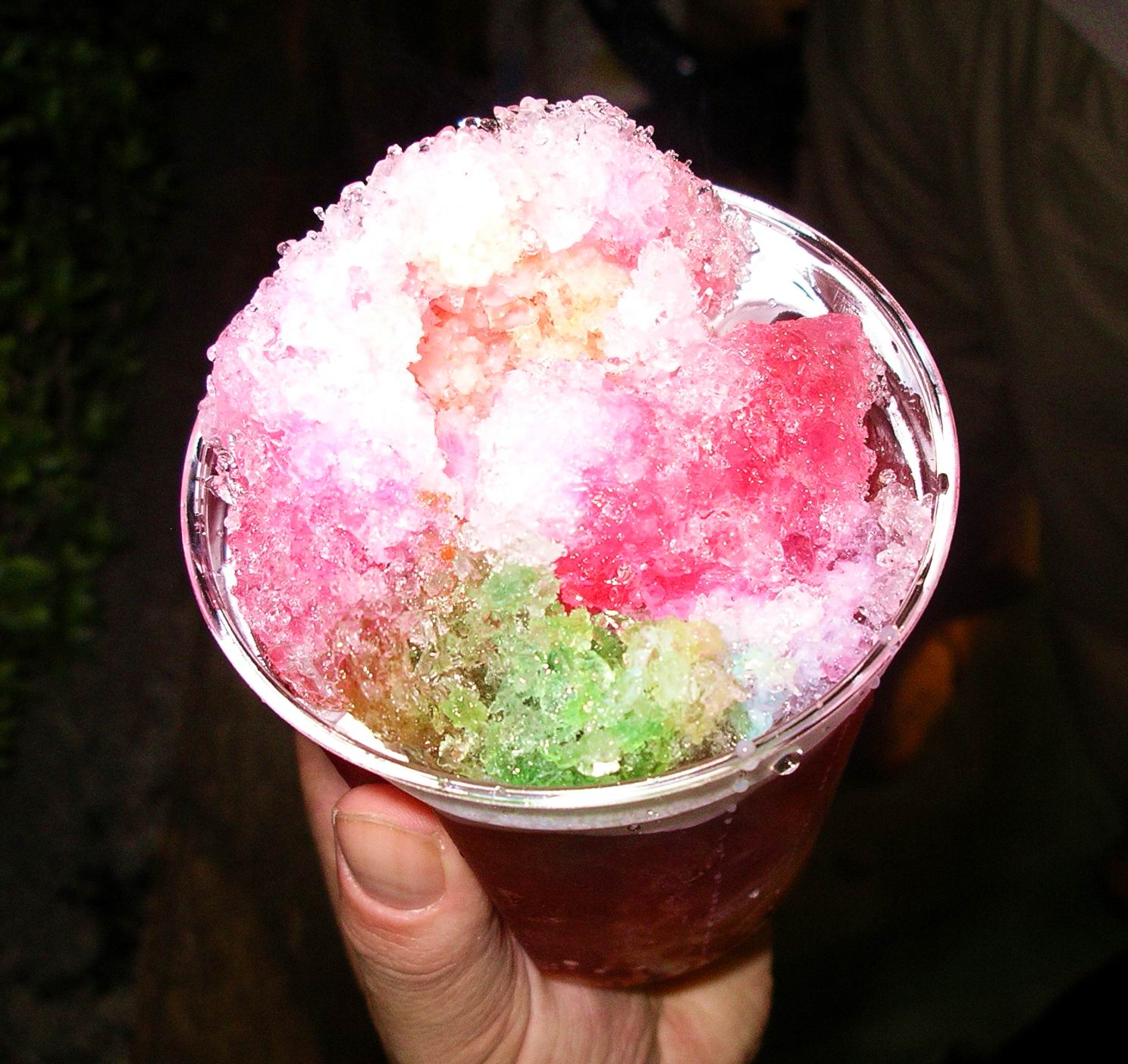
Kakigri

Kakigōri (かき氷) là một món tráng miệng đá bào Nhật Bản  có siro và một chất tạo ngọt, thường là sữa đặc.

## Lịch sử
Nguồn gốc của kakigōri bắt nguồn từ thời Heian trong lịch sử Nhật Bản, khi những khối đá được lưu trong những tháng lạnh hơn sẽ được cạo và phục vụ với xi-rô ngọt cho giới quý tộc Nhật Bản vào mùa hè. Nguồn gốc của Kakigōri được nhắc đến trong cuốn The Pillow Book, một cuốn sách quan sát được viết bởi Sei Shōnagon, người phục vụ Tòa án Hoàng gia trong thời kỳ Heian. Kakigōri trở nên dễ tiếp cận hơn vào thế kỷ 19, khi băng trở nên phổ biến rộng rãi hơn cho công chúng trong mùa hè. Cửa hàng kakigōri đầu tiên được cho là đã mở tại Yokohama vào năm 1869.
Ngày 25 tháng 7 được gọi là ngày kakigōri ở Nhật Bản vì cách phát âm của nó nghe giống như băng mùa hè trong tiếng Nhật. Một lý do khác cho ngày 25 tháng 7 là ngày kakigōri là bởi vì, vào ngày đó năm 1933, đã có một nhiệt độ cao kỷ lục ở Nhật Bản.

## Sự miêu tả
Cách làm kakigōri truyền thống sử dụng máy quay tay để quay một khối băng trên lưỡi dao bào. Mặc dù máy bào bằng điện thường được sử dụng nhất, những người bán hàng rong vẫn có thể được nhìn thấy những viên đá bào bằng tay vào mùa hè.
Thay vì nước đá có vị sẵn, Kakigōri theo truyền thống được làm từ đá tinh khiết, trong nhiều trường hợp, là một khối nước khoáng đóng băng. Băng được sử dụng thường được lấy từ các lò xo tự nhiên, sau đó được tôi luyện để đạt được chất lượng lý tưởng để cạo. Trước khi làm lạnh, hang động trên núi hoặc nhà bằng băng sẽ là cách lưu trữ đá cho kakigōri truyền thống.
Nó tương tự như một hình nón tuyết nhưng với một số khác biệt đáng chú ý: Nó có độ đặc mịn như đá mịn hơn nhiều, giống như tuyết mới rơi, và một chiếc thìa hầu như luôn được sử dụng để ăn nó. Kết cấu của băng phân biệt kakigōri với các loại món tráng miệng đá bào khác. Do sự khác biệt về kết cấu này, nó cũng đã được dịch là "Thiên thần tuyết", có lẽ nghe hấp dẫn hơn.
Hương vị phổ biến bao gồm dâu tây, anh đào, chanh, trà xanh, nho, dưa, " Blue Hawaii ", mận ngọt và xi-rô không màu. Một số cửa hàng cung cấp các loại đầy màu sắc bằng cách sử dụng hai hoặc nhiều xi-rô. Để làm ngọt kakigōri, sữa đặc hoặc bay hơi thường được đổ lên trên. 

Biểu ngữ Kakigouri

Ngoài các quầy hàng trên đường phố, kakigōri được bán trong các lễ hội, cửa hàng tiện lợi, quán cà phê, cửa hàng kakigōri chuyên dụng, và nhà hàng. Nó cũng thường xuyên được chuẩn bị bởi các gia đình ở nhà. Trong những tháng hè nóng nực, kakigōri được bán hầu như ở mọi nơi tại Nhật Bản. Đặc biệt là tại các lễ hội và hội chợ mùa hè như lễ hội Matsuri và bon odori, thường được phục vụ cùng với các món ăn đường phố khác như yakisoba, takoyaki và kẹo bông. Kakigōri là một trong những tính năng mùa hè ở Nhật Bản. Một số cửa hàng phục vụ nó với kem lạnh và đậu đỏ ngọt hoặc trân châu.
Một lá cờ có ký hiệu kanji cho ice kōri (氷) là một cách phổ biến và truyền thống để một cơ sở chỉ ra rằng họ đang phục vụ kakigōri.

## Shirokuma
Shirokuma (白熊 or しろくま) là một loại kakigōri, một món tráng miệng Nhật Bản làm từ đá bào có sưa đặc, những chiếc mochi nhỏ sặc sỡ, trái cây, và tương đậu ngọt (thường là đậu đỏ). quýt hồng, anh đào,dứia và nho khô thường được dùng để làm shirokuma.

### Miêu tả
Shirokuma đã trở nên phổ biến ở Kagoshima từ giữa thời Edo    và được nhiều người Nhật biết đến. Sữa đặc, trái cây và tương đậu ngọt được phục vụ trên đá bào. Nó được ăn trong các quán cà phê và trong một số cửa hàng bách hóa, chẳng hạn như Yamakataya (屋) hoặc Mujaki.

### Nguyên gốc
Shirokuma có nghĩa đen là "gấu trắng" và chỉ " gấu bắc cực " trong tiếng Nhật. Có một số quan điểm về nguồn gốc của tên.
Trong một quan điểm, có một cửa hàng bông ở thành phố Kagoshima. Các cửa hàng bắt đầu bán kakigōri như là kinh doanh phụ của nó. Các kakigōri có hương vị sữa đặc. Khi chủ sở hữu đang nghĩ về một cái tên cho nó, anh ta nhận thấy hình ảnh của một con gấu bắc cực được in trên nhãn của lon sữa đặc.
Một quan điểm khác là Mujaki, một quán cà phê ở thành phố Kagoshima, bắt đầu bán kakigōri, cho xi-rô sữa, sanshoku-kanten (agar đầy màu sắc), yōkan (thạch đậu xanh mềm), đậu ngọt và trái cây theo mô hình giống như một gấu bắc cực khi nhìn từ trên cao, vì vậy nó được đặt tên là shirokuma.
Tuy nhiên, những người khác nói rằng nó được tạo ra để vinh danh ký ức về Saigo Takamori sau trận chiến với Tướng quân Edo. 
Ở Kagoshima, một số kakigōri tương tự được tạo ra. Kurokuma có hương vị với xi-rô đường chưa tinh chế màu nâu sẫm, xi-rô cà phê hoặc caramel và kiguma có hương vị xi-rô bột xoài được sản xuất tại một số cửa hàng cà phê.

## Ujikintoki

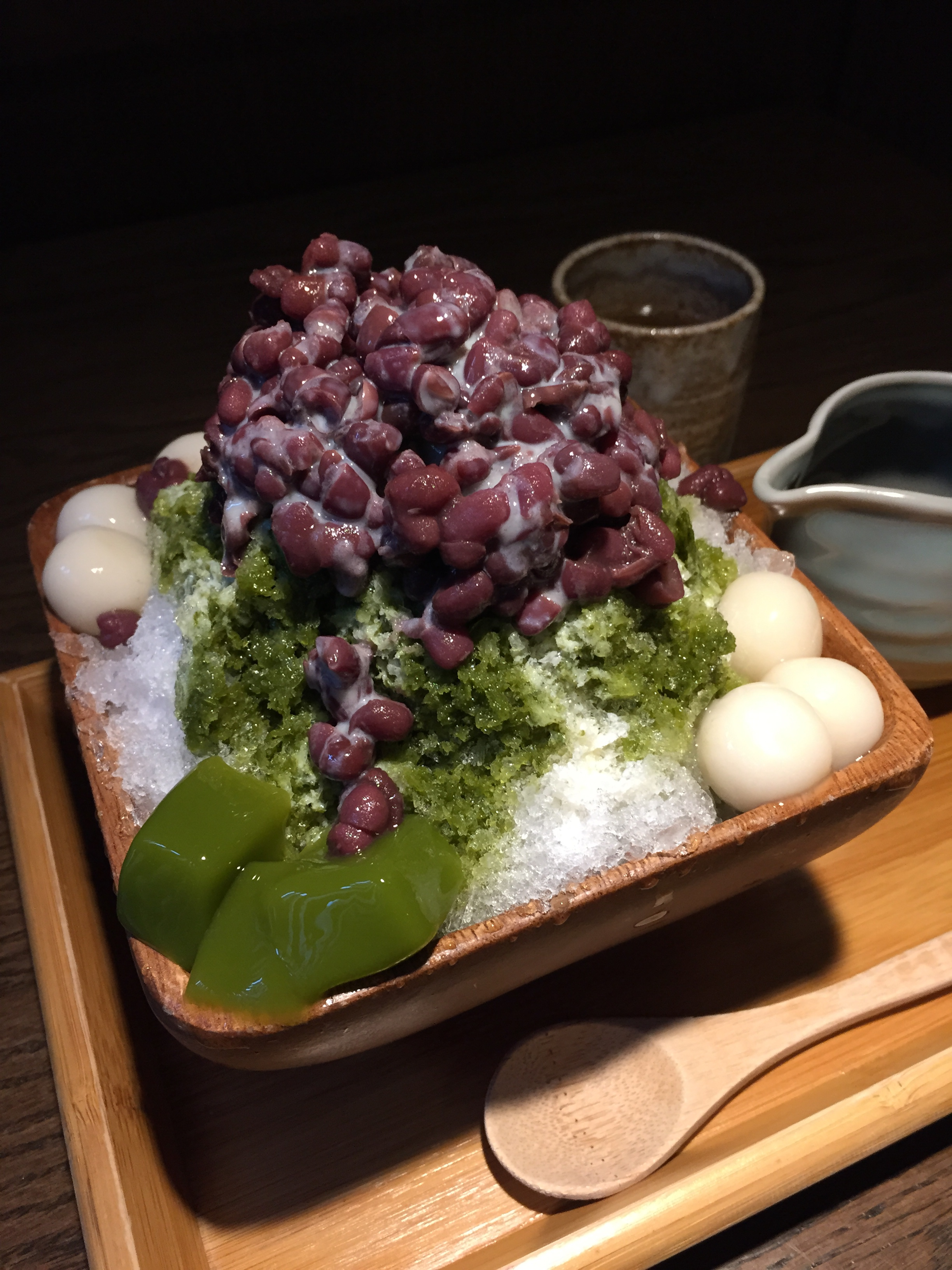
Ujikintoki

Ujikintoki (宇 治 金 hoặc う じ き) là một loại Kakigōri được làm từ đá bào, xi-rô trà xanh có hương vị, bột đậu ngọt (đậu Azuki), bánh giầy mochi và kem trà xanh (抹茶アイスクリーム, Matcha aisu kurīmu).

### Nguyên gốc
Ujikintoki được đặt theo tên của thành phố nhỏ Uji, thuộc tỉnh Kyoto, nổi tiếng với trà xanh và Sakata Kintoki, người được biết đến với cái tên Kintarou trong văn hóa dân gian Nhật Bản. Kintoki là bột đậu đỏ được đặt tên theo khuôn mặt của Kintarou thường được miêu tả là màu đỏ.

## Giống khác

### Yakigori
Yakigori (焼き氷) là một loại Kakigōri trong đó rượu, thường được rót lên trên và sau đó đốt lửa. Yakigori thỉnh thoảng có sốt caramel, kem, dâu tây hoặc dứa ở trên.

### Các món ăn tương tự trong các nền văn hóa khác
- Baobing: một loại đá bào Trung Quốc
- Patbingsu: một loại đá bào Hàn Quốc
- Halo-halo: một loại đá bào của Philippines (có nguồn gốc từ Kakigori của Nhật Bản)
- Es campur: một loại đá bào của Indonesia
- Es teler: một loại đá bào của Indonesia
- Ais kacang (ABC): đá bào Malaysia
- Grattachecca: một loại đá bào Ý phổ biến ở Roma.
- Đá bào Hawaii: đá bào của Hawaii
- Granizado: một loại đá bào của Costa Rica
- Raspado: một loại đá bào Mỹ Latinh